# Giulio Campanati
Giulio Campanati (né le 15 juin 1923 à Milan et mort le 30 octobre 2011 dans la même ville) était un ancien arbitre italien de football des années 1950 et 1960.

## Biographie
Giulio Campanati débuta en Serie A en 1952. Il fut arbitre international de 1956 à 1966. 

## Carrière
Giulio Campanati a officié dans des compétitions majeures : 
- JO 1960 (1 match)
- Coupe des villes de foires 1961-1962 (finale retour)